# 阿芒斯 (默尔特-摩泽尔省)
阿芒斯（法語：Amance，法語發音：[amɑ̃s] ⓘ）是法国默尔特-摩泽尔省的一个市镇，属于南锡区。

## 地理
阿芒斯（48°45'15"N, 6°16'47"E）面积13.5 平方千米，位于法国大東部大區默尔特-摩泽尔省，该省份为法国东北部内陆省份，是洛林的一部分，北邻比利时、卢森堡，北起顺时针与摩泽尔省、下莱茵省、孚日省和默兹省接壤。
与阿芒斯接壤的市镇（或旧市镇、城区）包括：塞耶河畔贝、布克西耶尔欧谢讷、塞耶河畔布兰、尚珀努、莱特尔苏萨芒斯、拉讷沃洛特、马兹吕勒。

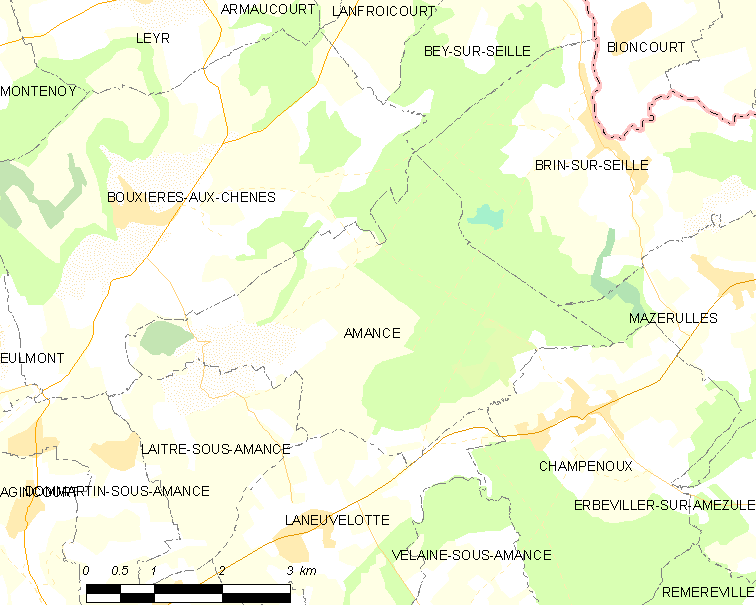
的OSM定位图

阿芒斯的时区为UTC+01:00、UTC+02:00（夏令时）。

## 行政
阿芒斯的邮政编码为54770，INSEE市镇编码为54012。

## 政治
阿芒斯所属的省级选区为格朗库罗内县。

## 人口

1962-2008年间人口变化图示

阿芒斯于2022年1月1日时的人口数量为361人。